# Gordoservo

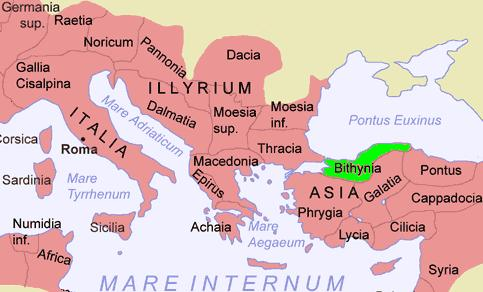
Bitínia em verde no mapa

Gordoservo ou Gordoserbo ou Gordoserba (em grego:  Γορδόσερβον; em sérvio:  Гордосервон, Гордосербон) era uma cidade bizantina da região de Bitínia, Ásia Menor.

## História
Até o século XX, Gordoservos (Gordo-Servorum) ou Gordoservas (Gordoservae) eram comumente equiparados a Nova Juliópolis, que por sua vez era equiparada a Górdio (capital da Frígia) ou outro lugar com o mesmo nome Gordion, Gordenorum, Gordiu-come (nis), Gordiū- tīchos que ficou conhecido como Juliópolis (Iuliogordus) de acordo com várias fontes do século I a.C. até o século II d.C. William Mitchell Ramsay (1890) ligou Justinianopolis-Mela, chamada Nova Justinianopolis Gordi (680), com os bispados de Gordoserboi ou Gordoserba na Bitínia, Gordorounia ou Gordorinia na Frígia e Gordu-Come, o antigo nome de Juliópolis na Galácia, e que um país ou distrito antigo ao longo do rio Sacaria se chamava Gordos. Além disso, ele argumentou que Gordoserba foi formada em bispado por Justiniano I no século VI. Siméon Vailhé, escrevendo para a Enciclopédia Católica (1913), considerou, como Michel Le Quien, que Juliópolis de Nicéia de Bitínia era idêntica a Gordoserboi, porque, de outro modo, a localização exata, os titulares e os bispos são desconhecidos; e que isso não deve ser confundido com Juliópolis do antigo Górdio.
No século VII, os imperadores bizantinos Constante II (em 657-658) e Justiniano II (em 688-689) lideraram expedições contra os eslavos dos Balcãs até a cidade de Tessalônica. Muitas das tribos conquistadas foram transferidas ao Tema Opsiciano, no noroeste da Ásia Menor. Parte desses eslavos da Ásia Menor abandonou os árabes em 665 e novamente em 692. Como o nome da cidade poderia sugerir que entre seus fundadores estavam os sérvios, alguns estudiosos modernos consideram que a colônia foi fundada por esses eslavos e datam de 649, 667, 680, ou 688-689.
Da mesma forma, em 1129–1130, alguns sérvios provavelmente foram colonizados na Bitínia por João II Comneno, devido à menção de um assentamento chamado Servocória (em grego: Σερβοχώρια; romaniz.: Servochōria) perto de Nicomédia, mencionado na fonte do século XIII Partitio regni Graeci (1204). Alguns identificaram Gordoserba com este Servochōria, mas a conexão é incerta.
No entanto, Peter Charanis, analisando as fontes dos primeiros eslavos da Ásia Menor, observou que as fontes são ambíguas na data exata da migração, especialmente no que diz respeito à Constante II, e que a primeira menção certa do local é em 692, durante o Concílio Quinissexto, onde foi mencionado Isidoro "ἀνάξιος ἐπίσκοπος Γορδοσέρβων τῆς Βιθυνῶν ἐπαρχίας" ("indigno bispo de Gordoserba da província dos bitínios"). Se o acordo estiver relacionado aos sérvios, ele contradiz a data da Ectesi de Pseudo-Epifânio (640), uma lista de cidades e bispados que mencionam Gordoservos (em latim: Gordoservorum ou Gordoserboi) na metrópole de Niceia, na província de Bitínia. Charanis e outros estudiosos duvidam da origem eslava-sérvia da cidade porque, entre os bispos conhecidos (Isidoro, Neófito, Estêvão), não há nomes com nomes eslavos, e devido à incerteza em torno a etimologia do etnônimo sérvio.

## Etimologia
Ladislav Zgusta considerou que "-serba" não tem nada a ver com eslavos e apontou para topônimos como Άνάζαρβος e Ανάζαρβα Καμουή σαρβον (Anazarbo), enquanto Heinrich Kunstmann argumenta que se Gordoserba e Servochōria são idênticos, então ambos não podem ter uma conexão com a atividade de João II Comneno no século XII, e ao contrário de Zgusta, Servochōria provavelmente significa "terra sérvia". Predrag Komatina argumentou a conexão sérvia, mas negou que "gordo-" deriva do proto-eslavo *gordъ (fortificação, cidade) porque Gordos era o nome de um distrito onde o assentamento estava situado e, portanto, o significado teria sido "o lugar do Sérvios de Gordos" em vez de "a cidade dos sérvios".